# Халашское кружево

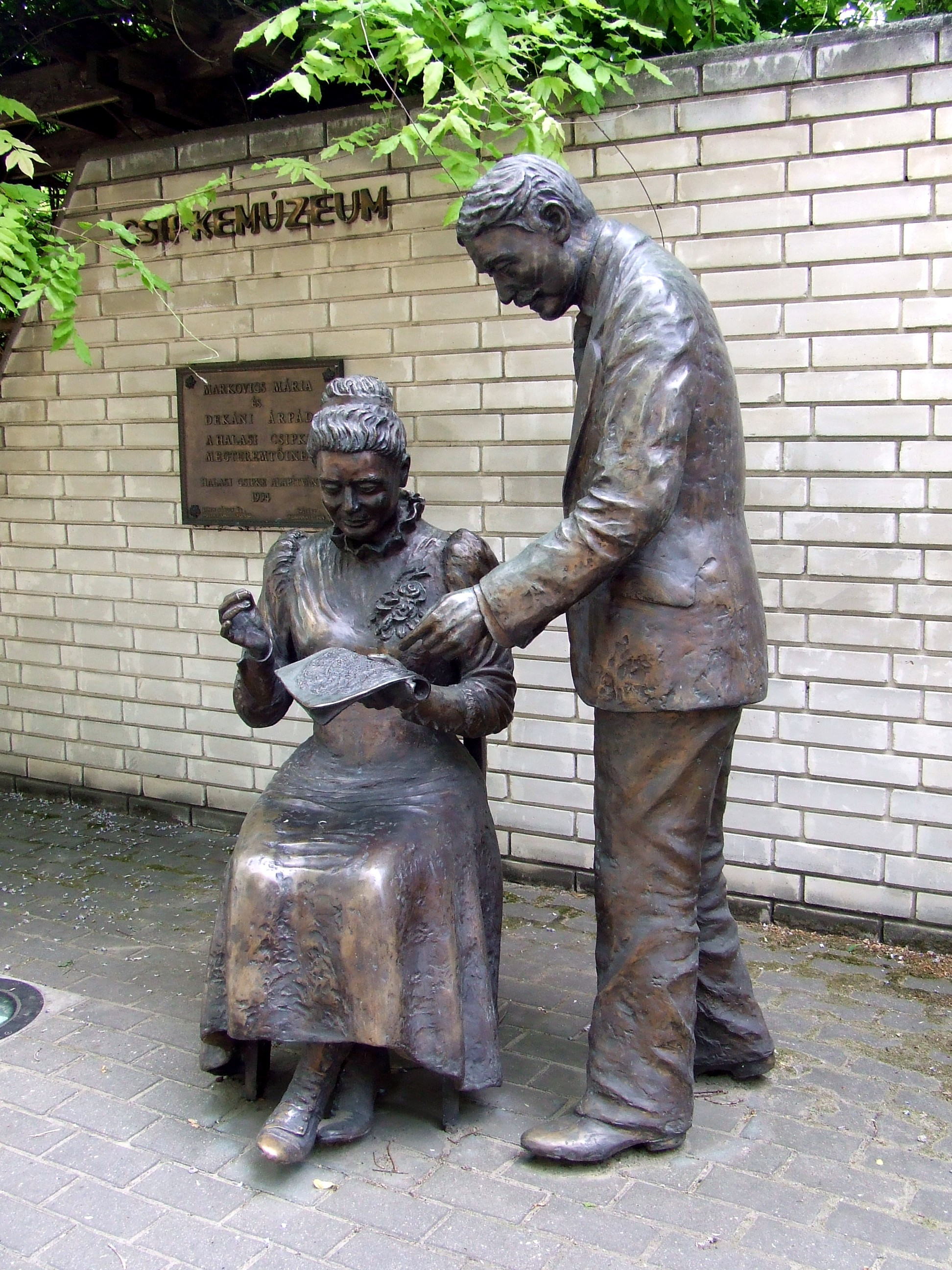
Кружевницы
Скульптура Создана Карой Барт и Илоной Барт в 1994 году. Кишкунхалаш

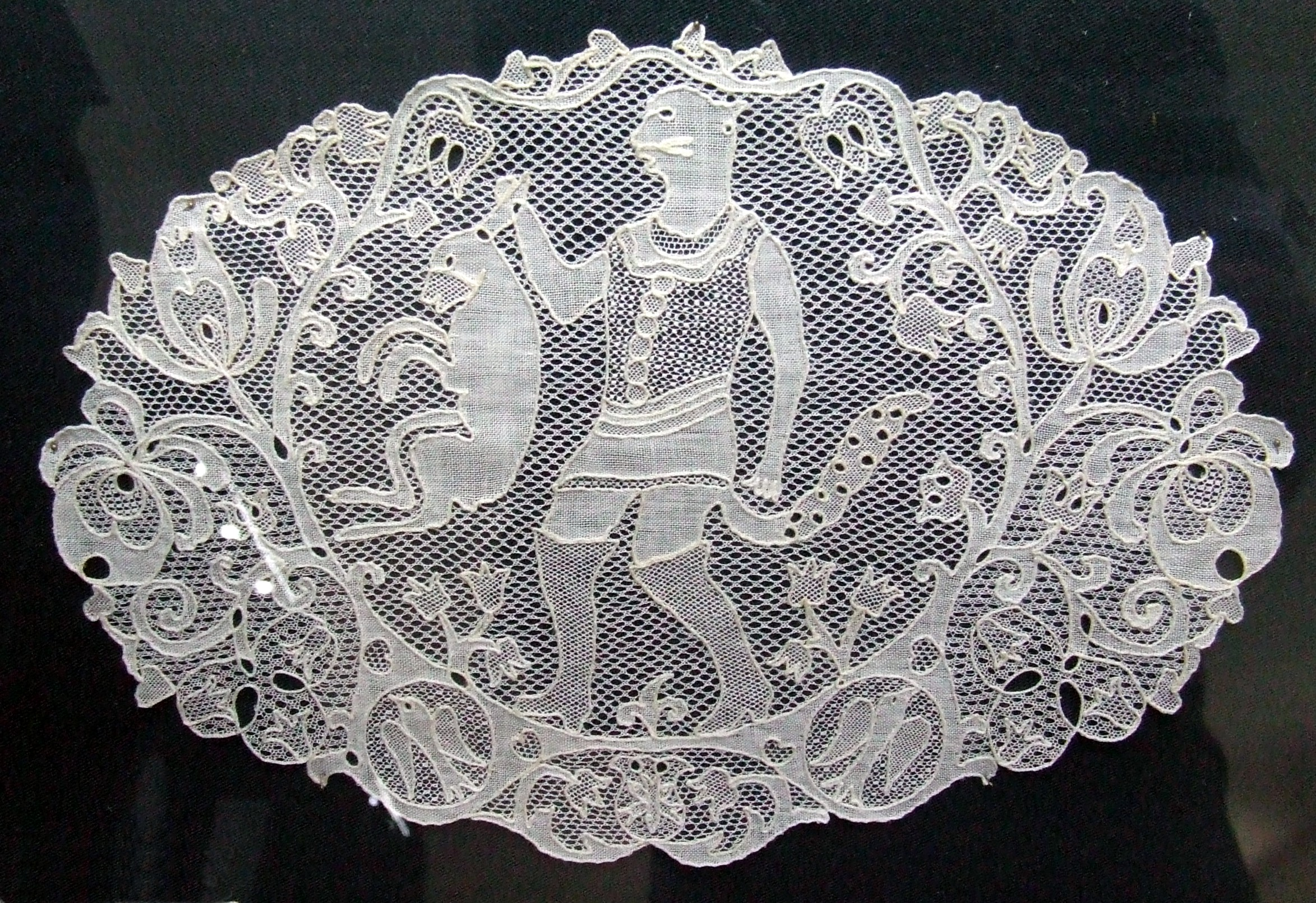
Халашское кружево. Дом кружева и музей кружева, Кишкунхалаш

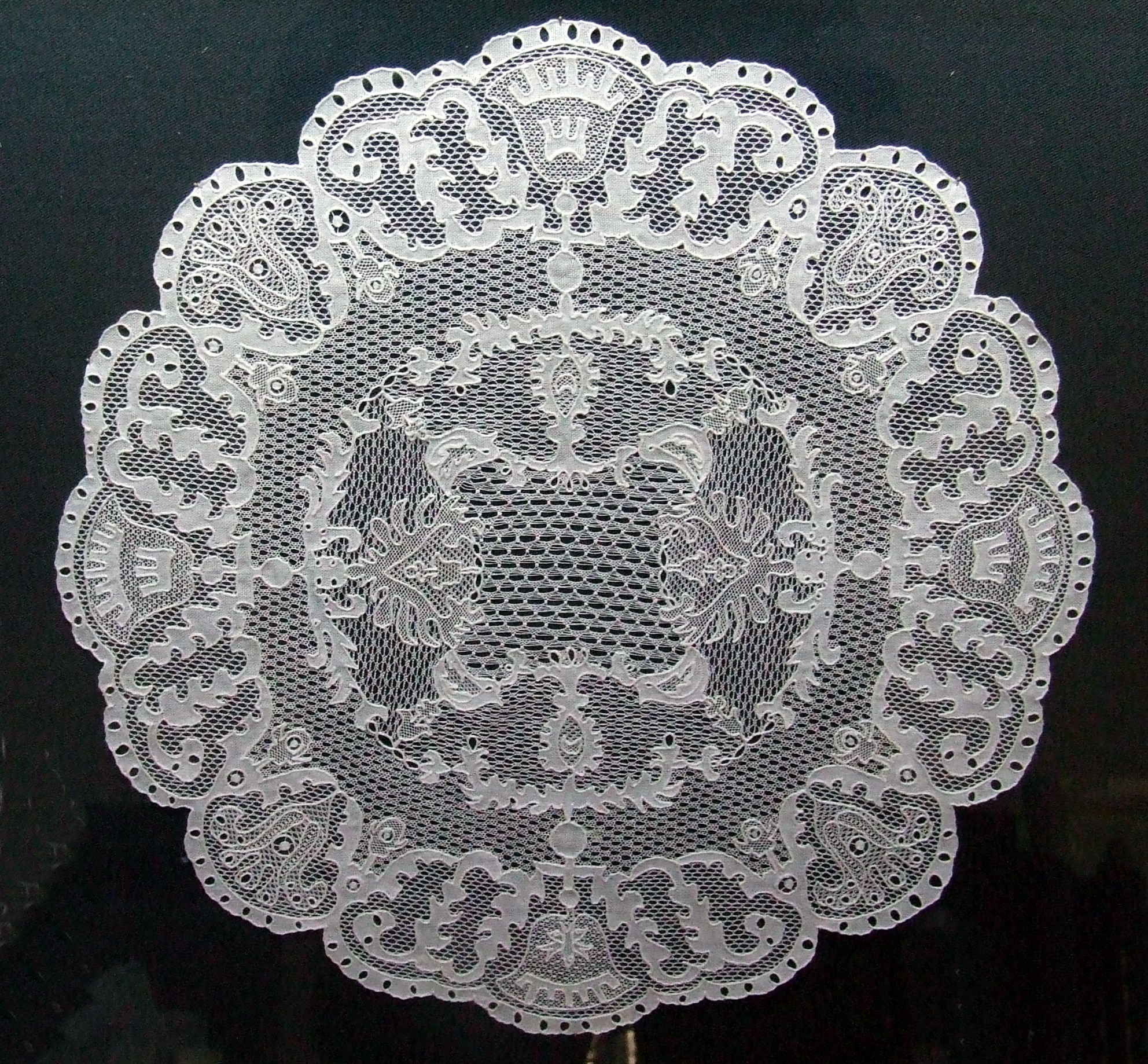
Халашское кружево. Дом кружева и музей кружева, Кискунхалаш

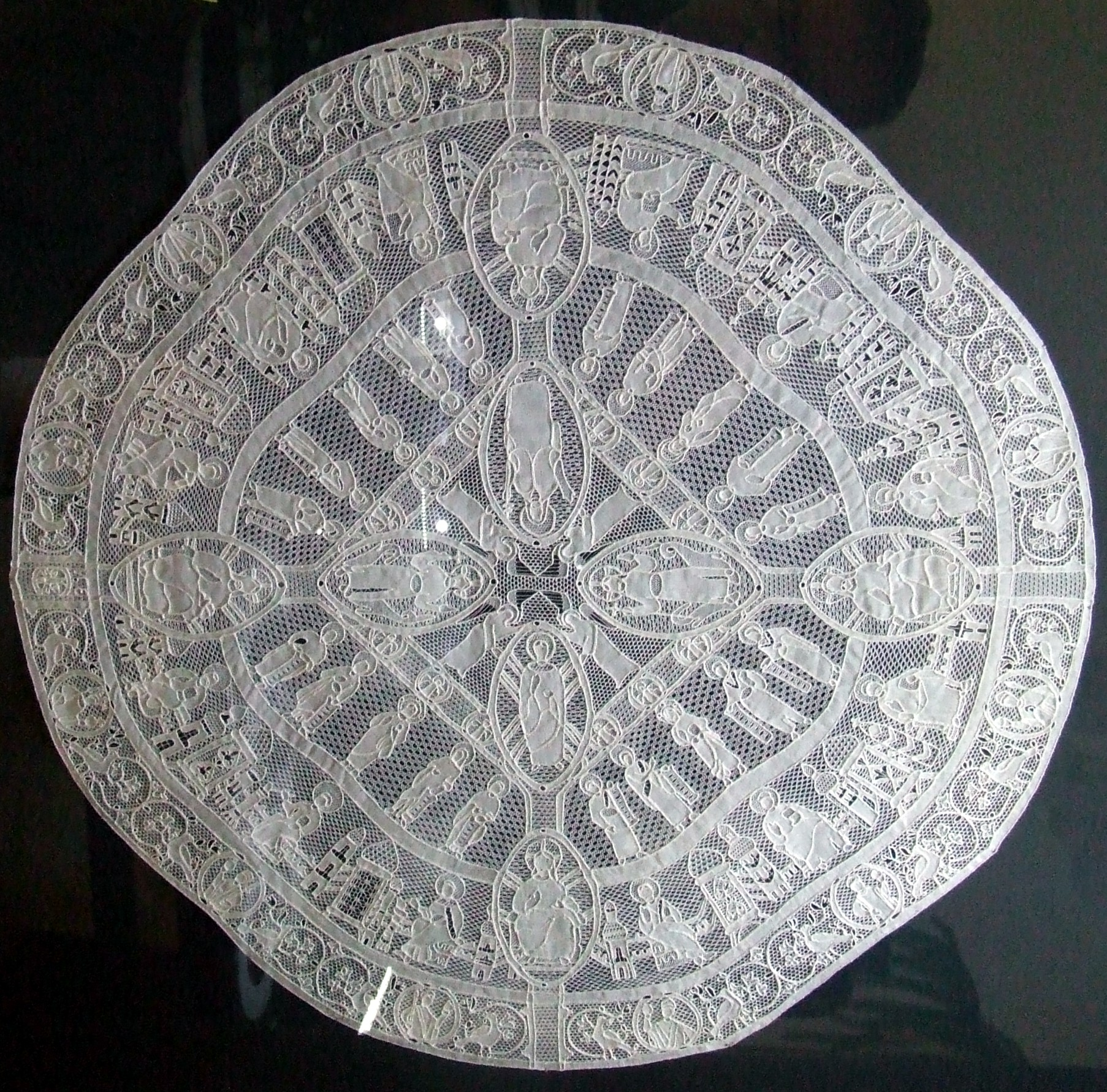
Скатерть коронационная мантия. (Дом кружева и Музей кружева)

Халашское кружево (холашское кружево) – стиль  игольного кружева , производимого в Венгрии.  Продукт венгерского и европейского промышленного искусства. Является видом венгерского народного искусства с момента его первого появления в 1902 году, и это одна из кружевных мастерских, которые были построены на рубеже веков, сохранились и работают до сих пор.
В XX веке этот вид рукоделия стал достойным конкурентом брюссельскому и венецианскому кружеву. Изделия из халашского кружева завоевали главный приз на нескольких всемирных выставках, а также были получены в подарок от венгерского государства именитыми и известными людьми во время их визитов в Венгрию. Как хунгарикум, это одно из немногих венгерских сокровищ прикладного искусства мирового класса, покорившее  мир, от Исландии до Австралии.
Кружево раньше было нежно-оранжевого, бледно-зеленого или желтого цвета, но позже стало белым. Фирменный мотив халашских игольных кружев – бабочка, причем двух одинаковых мотивов найти невозможно.
В Венгрии осталось несколько кружевниц, владеющими техникой создания тонкого, воздушного игольного  кружева «халаш».

## История
В последние десятилетия XIX века одним из основных усилий промышленных художников было сохранение народных и ремесленных техник в дополнение к промышленным товарам. В Венгрии в нескольких местах были развиты мастерские мануфактурного типа, в которых, например, изготавливалось халашское кружево.
Мастерица, которая внесла огромный вклад в популяризацию халашского кружева была Мария Марковиц (1875–1954 ) .
Первые кружева были изготовлены в Кискунхалаше в 1902 году по эскизам Арпада Декани. Зачинателем халашского кружева был Йожеф Жени ( 1860–1931 ), подрегистратор Пештского уезда, который, ссылаясь на хронику, полагал, что половцы также шили подобные украшения при дворе короля Аттилы Гунна в то время.

Ссылаясь на свое посещение двора царя Аттилы, византийский летописец Приск Панийский утверждал, что слуги гуннов, половцев, плели кружева. Хотя его теория полна фантазии, его гипотеза имела некоторые основания в реальности:
«На следующий день я отправился ко двору Аттилы и принес подарки его жене, которую звали Река. Я нашел женщину лежащей на мягком ковре. Его окружали слуги, а перед ним сидели служанки, которые также прислуживали на полу, вышивая пестрыми нитками покрывала, которые они делали для украшения своих варварских одежд. " . 
Зсены популяризировали халашское кружево как за границей, так и дома.
В 1904 году халашское кружево было удостоено главного приза на Всемирной выставке в Сент-Луисе.
В 1909 году халашское кружево было создано венгерской компанией Kézicspke és Iparművészeti RT, но из-за проблем с финансированием и отсутствия конструктора производство было временно остановлено. 

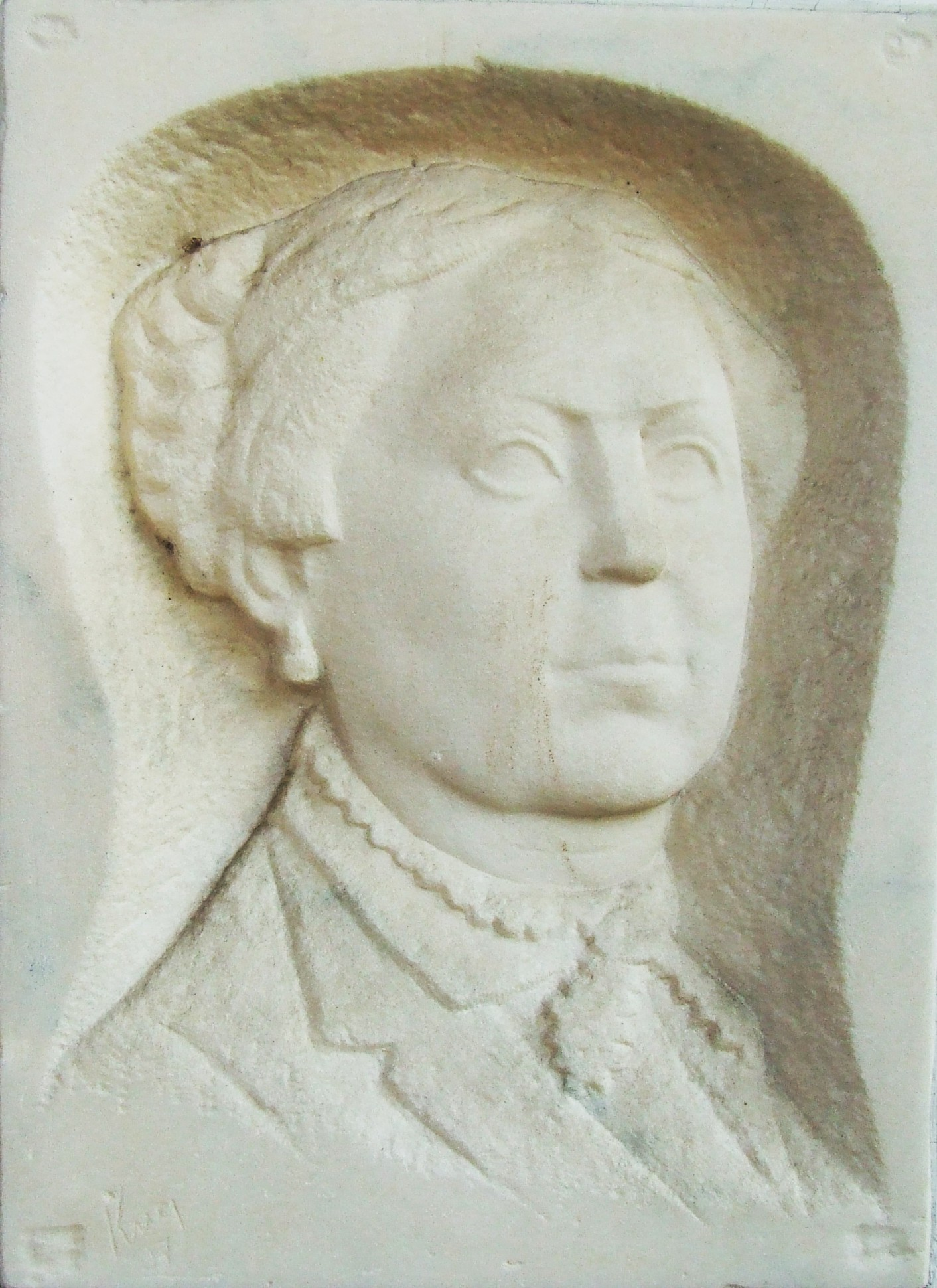
Рельеф Марии Марковичс
Работа скульптора Белы Куч на внешней стене Дома кружева и Музея кружева, Кишкунхалаш.

В 1911 году Художественное руководство взяла на себя Школа прикладного искусства.
В 1935 году благодаря руководству города Кишкунхалаш и Министерству торговли был построен Чипкехаз в Халаше, который до сих пор функционирует как мастерская. В том же году три скрещенные рыбы были представлены как товарный знак халашского кружева.
Вскоре после открытия Кружевного дома в Кишкунхалаш начинают активно наведываться иностранцы. Только в 1936 году их было около шести тысяч — огромная цифра для небольшого городка. В мастерскую поступают заказы из Парижа, Рима, Берлина. Есть заказы из Соединённых Штатов и даже из Индии.
В 1946 в результате застоя, вызванного Второй мировой войной Мария Маркович работала дома.
За свою жизнь Мария Маркович создала пятьдесят новых видов швов. Всего же в халашском кружеве используется шестьдесят видов швов.
Реорганизация кружевоплетения после Второй мировой войны  прошла благодаря Гизи Бакош Богларфалвине. Халашское кружево получило почетную грамоту на осенней Международной ярмарке в Будапеште, проходившей в 1949 году.
В 1952 году был основан Кооператив домашней промышленности Кишкунхалаш. Полная реконструкция Чипкехаза была завершена к 1957 году. Они получили главный приз на Всемирной выставке в Брюсселе в 1958 году.
В 1960 году Magyar Posta выпустила серию марок, созданных художником-графиком Эвой Зомбори, под названием «Халаши Чипке» тиражом 400 000 экземпляров. Несмотря на значительную маркетинговую активность, продажи кружева  застопорились.
С 1964 года новых кружевниц обучали очень редко.
С 26 января 1977 изготовление халашского кружева стало самостоятельной отраслью народного творчества на основе классификации Совета народного творчества.
В 1992 году был основан Фонд халашского кружева. К осени 1996 года через тендеры Фонд получил возможность отремонтировать Чипкехаз. Кружевной дом был открыт в ноябре 1998 года. На рубеже тысячелетий в восстановленном Чипкехазе были организованы две всемирные выставки.
В городе проходит Международный фестиваль кружева.

## Технология производства
Техника шитья кружева распространилась из Италии в XVI веке . Для его изготовления использовалась очень тонкая отбеленная льняная пряжа. По контурам рисунка, начерченного на бумаге, натягивается направляющая нить.
Рабочая нить образует петли.  Внутренние промежутки между контурами узора заполнены декоративными стежками. Поскольку изготавливаемое кружево не пришивается к выкройке, его еще называют «воздушным кружевом».

Для халашского кружева характерно еще и тем, что оно «шьется вручную». Основная нить проводится по линии мощного узора, который захватывается петельными стежками. После того, как рисунок выкройки обтянут нитками, недостающие части подворачиваются с помощью различных техник шитья, которые пластично придают намеченную форму.

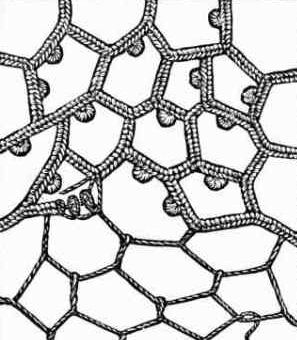
Деталь кружева (с «петельками», прикрепленными к направляющей нити)

В Чипкехаз в Халасе вы можете увидеть образцы около шестидесяти различных так называемых техник «стежка».

## Материалы
Первые кружевные изделия изготавливались из более толстого небеленого и цветного полотна, поэтому их фактура была более грубой, чем у более поздних аналогов. С начала XX века для исполнения использовалась очень тонкая небеленая льняная пряжа, а полученные кружева образовывали дышащий текстиль.

## Модельеры
Среди дизайнеров халашского кружева были следует выделить: Антал Тар, Маргит Понграч, Тибор С. Тибор, Эстер Келети, Илона Оршаг, Анна Ручински, Юлия Демьен, Бела Тот, Бела Молнар, Миклош Бодор и Эрно Степанек.
Дизайнеры постарались работать с оригинальными венгерскими мотивами, чтобы халашского кружева стало настоящим венгерским брендом.

## Виды
В литературе кружева халасских венгерских мотивов подразделяются на три группы:
- кружева по краю, воротники и карманы с узорами в виде цветов и листьев (например, гранат, тюльпан, цветок лягушки, цветок клубники, цветок звезды и т. д. )
- веерные кружева в форме животных (например, олень, павлин, почтовый голубь, пеликан, бабочка)
- фигуративные крестьянские фигуры в народных костюмах (например, танцующая пара, холостяк, дева, пастуший бивень)

## Знаменитые люди, которым подарили кружево Халас
- Король Карл I (император Австрии) и его жена - коронационный подарок, 1916 г.
- Губернатор Миклош Хорти - герб 1926 г.
- Дьёрдь Пронай, барон - депутат -герб
- Жена премьер-министра Дьюлы Гёмбёша, 1936 год.
- Юлиана (королева Нидерландов), наследница голландского престола - свадебный подарок, знаменитая скатерть Джулианна, 1937 год .
- Автомобильный чехол на рождение ребенка Умберто II, наследника итальянского престола, 1937 год.
- Кружева для Адольфа Гитлера 1938 год
- Иосиф Сталин, скатерть ко дню рождения, 1950 г. Исполнялся заказ в спешке. Даже автору рисунка была дана всего лишь одна ночь на подготовку эскиза.[3]
- Матиас Ракоши, скатерть на день рождения, 1952 г.
- Папа Иоанн Павел II , скатерть с мотивами венгерской коронационной мантии, 1996 . 7 сентября
- По случаю 3-й годовщины избрания Папой Франциском, 12 марта 2016 года в Риме, он лично получил в подарок от города Кишкунхалаш крестообразные шнурки с мотивами шипа, голубя, чаши и цветка, и  кружево с мотивом ангела под названием Вестник в подарок от кружевницы Жужанны Кардос.
- П. Мариан Адам Валигора OSPPE, глава дома всемирно известной святыни в Ченстохове, получил 30 октября 2018 года кружево с мотивом креста в качестве обета, предназначенного для святыни, которую ежегодно посещают около 5 миллионов паломников.
- Кардинал Станислав Дзивиш II, умерший в 2005 году. По случаю своего личного визита в Чипкехаз в Кискунхалаш
- 15 декабря 2019 года личный секретарь Папы Яноша Пала получил в подарок кружево с изображением Девы Марии.

## Филателия
В 1964 году выходит в Венгрии марка Искусство кружева Халас гаш.

## В России
Кружево экспонировалось в городе Радужном Владимирской области на II Международном фестивале «Кружевная тропинка» (27 – 29 марта 2015 г.), где кружевницы из Венгрии Эва Турош, Агнес Шамшей, Ильде и ее муж Габор Девичей – представители ремесленной палаты Будапешта – на стенде познакомили   с венгерским кружевом двух видов: шитое иглой  кружево «кишкунхалаш» или сокращенно «халаш» и коклюшечное кружево «хуния».

## Дополнительная информация
- Сайт Халаси Чипке
- Хун это кружево? - блог